# Орден государства Сацума-Рюкю
Орден государства Сацума-Рюкю — высшая и единственная награда государства Сацума-Рюкю. Учреждён в 1866 году. Единственный экземпляр ордена находится в музее города Кагосима, резиденции рода Симадзу.

## История

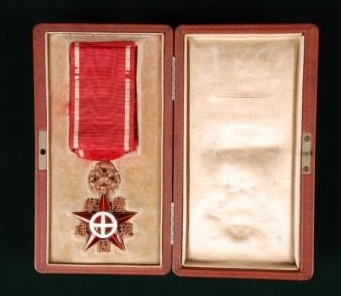
Орден в футляре

Создание первого ордена и формирование наградной системы Японии приходятся на переломный период её истории. В XIX веке сёгунат Токугава находился в трудном положении, испытывая серьёзное давление со стороны приверженцев реставрации императорской власти. Соперничество между сёгунатом и враждебными ему крупными феодальными кланами юга Японии проявилось в связи с Всемирной выставкой 1867 года в Париже. Сёгунат в интересах укрепления авторитета страны за рубежом направил на выставку в качестве почётного представителя младшего брата сёгуна — Токугава-но Акитакэ.
Одновременно клан княжество Сацума, возглавлявшееся родом Симадзу, отправил на церемонию открытия выставки своего представителя, который от имени клана вручил императору Наполеону III и ряду других государственных деятелей Франции, заранее изготовленные в строгой тайне ордена. В послании в адрес председателя оргкомитета выставки указывалось, что «князь Сацума является одним из могущественных князей Японии, но одновременно с этим он — король Рюкю. Как сацумский князь он находится под властью сёгунского правительства, однако как король Рюкю — он независимый правитель». Таким образом, Симадзу хотел принизить в глазах европейцев место сёгуна и его правительства.
Орден государства Сацума-Рюкю более правильно отнести не к государственным наградам, а к наградным знакам местного выпуска, так как он был учреждён и изготовлен «в пику» центральной власти, награждения в Японии не осуществлялись, а после революции Мэйдзи он окончательно исчез.

## Описание

Герб рода Симадзу

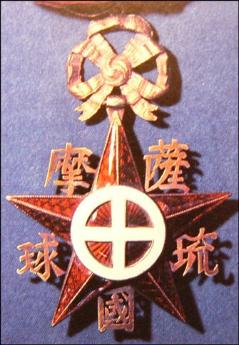
Аверс

Орден представлял собой пятиконечную звезду. На аверсе изображён герб, камон рода Симадзу, в форме креста. Между лучами звезды размещены пять иероглифов - «Государство Сацума-Рюкю» (Сацу-ма-Рюкю-Коку), выполненных в голубой эмали. На реверсе - надпись из шести иероглифов: «В награду гражданским и военным чиновникам» (дзо бункан кэн букан). Звезда крепилась к имевшей округлую форму подвеске в виде цветка и через неё - к пурпурной ленте с белыми полосами, немного отступавшими от краев ленты.
Предполаголось, что орден будет иметь пять степеней:
- I - для сёгуна
- II - для даймё (феодальные князья)
- III - для хатамото (вассалы сёгуна)
- IV - для гокэнин (мелкие феодалы)
- V - для асигару (самураи низкого ранга)